# 阴就
阴就（？—59年），东汉外戚，汉光武帝皇后阴丽华的弟弟，父亲阴陆，母亲邓氏。
建武九年（33年）强盗杀害贵人阴丽华的母亲邓氏和弟弟阴訢。刘秀非常悲伤，封阴就为宣恩侯。后来改封新阳侯。永平二年（59年），阴就之子阴丰娶郦邑公主为妻，公主骄横嫉妒，阴丰将她杀死，因此阴丰获罪被诛。阴就夫妇自杀。汉章帝评价舅公阴就：“新阳侯虽刚强，微失理，然有方略，据地谈论，一朝无双。”